# メルヴィル・S・グリーン
メルヴィル・ソール・グリーン（Melville Saul Green, 1922年 - 1979年3月27日）は、アメリカの統計物理学者。グリーン-久保公式で知られる。
プリンストン大学を卒業し、その後の大半のキャリアをアメリカ国立標準局で過ごした。